# Aarhus United
Aarhus United är en dansk handbollsklubb från Århus som grundades våren 2017, efter att  ligaklubben SK Aarhus upphörde på grund av sviktande ekonomi och för att huvudsponsorn valde att lämna klubben. Personerna bakom projektet Aarhus United lyckades garantera den nödvändiga ekonomin för klubben och Aarhus United övertog SK Aarhus plats i damehåndboldligaen från säsongen 2017/18. Klubben första merit blev ett brons i danska cupen 2017.  

## Klubbens historia
Klubben grundades våren 2017, efter att den dåvarande ligaklubben SK Århus stängt, på grund av försvagande ekonomi och klubbens huvudsponsor drog sig ur.  Personerna bakom projektet Aarhus United säkrade den nödvändiga ekonomin för klubben och Aarhus United tog över SK Århus plats i Primo Tours Liga från och med säsongen 2017/18 och ungdomslandslagets förbundskapten Heine Eriksen, som ny huvudtränare. 
Redan första säsongen kvalificerade laget sig för semifinal i DHF-cupen 2017. Klubben vann brons i turneringen, efter seger i bronsmatchen över topplaget København Håndbold. Dessförinnan slog Århusklubben ut Viborg HK i kvartsfinalen. I damehåndboldlagaen slutade laget på tionde plats säsongen 2017/2018 med 12 poäng.
Säsongen 2019 blev en vändpunkt. Laget överraskande i slutspelet i ligan 2018/2019, och högerbacken Celine Lundbye var lagets bästa målskytt med 142 mål. I slutspelet blev man utanför semifinalerna och slutade sexa totalt.  Mitt under andra säsongen , i december 2018 hade klubben ekonomiska svårigheter och fick inte skriva kontrakt med spelare. I februari 2019 avfördes klubben från svarta listan, på grund av den nya huvudsponsorn Vestjysk Bank.
Säsongen 2019–2020 slutade klubben på 7:e plats totalt i ligan. I maj samma år fick klubben möjlighet att delta i EHF European League 2020-2021, efter att klubbarna Silkeborg-Voel KFUM och København Håndbold hade tackat nej till erbjudandet. Klubbens styrelse tackade också nej, på grund av  klubbens ekonomi. 
I oktober 2020 hade klubben återigen ekonomiska problem. Genom lönesänkningar förspelare och tränare lyckades United förbättra klubbens ekonomi inför säsongen, som slutade  på en ny 7:e plats i ligan och slutspel. De goda resultat på planen för klubben, under klubbens första säsonger, ledde till landslagsdebut för spelarna Celine Lundbye, Simone Petersen, Helena Elver och norskan June Bøttger.

## Truppen 2021-2022
| Nr | Namn                      | Nationalitet | Position    | I klubben sedan |
| -- | ------------------------- | ------------ | ----------- | --------------- |
| 1  | Emilie Holst Firgaard     | Danmark      | Målvakt     | 2021            |
| 2  | Julie Lilholt             | Danmark      | Vänsternia  | 2021            |
| 3  | Marielle Martinsen        | Norge        | Mittnia     | 2020            |
| 4  | Thea Stankiewicz          | Sverige      | Vänsternia  | 2021            |
| 5  | Katarina Bjørnskau Berens | Norge        | Mittsexa    | 2021            |
| 6  | Celine Holst Elkjær       | Danmark      | Mittsexa    | 2021            |
| 7  | Emma Mogensen             | Danmark      | Mittnia     | 2017            |
| 8  | Line Ellertsen            | Norge        | Högernia    | 2019            |
| 9  | Frederikke Hedegaard      | Danmark      | Högersexa   | 2018            |
| 11 | Sophia Snogdal            | Danmark      | Vänstersexa | 2018            |
| 12 | Nora Persson              | Sverige      | Målvakt     | 2019            |
| 16 | Louise Bak Jensen         | Danmark      | Målvakt     | 2021            |
| 17 | June Bøttger              | Norge        | Vänstersexa | 2017            |
| 22 | Stine Holm                | Danmark      | Högersexa   | 2021            |
| 27 | Line Berggren Larsen      | Danmark      | Vänsternia  | 2020            |
| 88 | Mathilde Neesgaard        | Danmark      | Mittnia     | 2019            |